# Université d'éducation de Naruto
L'université d'éducation de Naruto (鳴門教育大学, Naruto kyōiku daigaku, couramment abrégée en Narukyōdai, 鳴教大) est une université nationale japonaise, située à Naruto dans la préfecture de Tokushima.

## Histoire
L'université d'éducation de Naruto a été construite, en 1981, à Taka-shima, une île située dans le nord-est de la ville de Naruto (préfecture de Tokushima), sur l'île de Shikoku, au Japon. Elle est officiellement devenue une université nationale en 2004,.

## Composantes
L'université est structurée en faculté de 1er cycle (学部, gakubu), qui a la charge des étudiants de 1er cycle universitaire, et en faculté de cycles supérieurs (研究科, kenkyūka), qui a la charge des étudiants de 2e et 3e cycle universitaire.

### Facultés de1ercycle
L'université compte une faculté de 1er cycle (学部, gakubu) : la faculté d'éducation

### Facultés de cycles supérieur
L'université compte une faculté de cycles supérieurs (研究科, kenkyūka).